# Взяття Чернігова (1610)
Взяття Чернігова у березні 1610 року стало наслідком самостійної вилазки регименту під проводом київського підкоморія Самійла Горностая, який хитрістю («фортелем») оволодів городом, щоправда, піддавши його сплюндруванню.                

## Перебіг
Майже єдиним джерелом звісток про цю подію є робота Йоаникія Галятовського 1676 р. «Скарбница потребнаѧ и пожытечнаѧ», в якій той покликався на оповідки старожилів. Згідно з нею Горностаєві  люди потайки наблизились до Чернігова й отаборились коло села Пакуль. Оскільки в цей час стояла придуха, дехто з «людей московських» відбув ловити рибу на р. Білоусі. Скориставшись необачністю вартових, найдосвідченіші Самійлові бійці проникли вночі у місто під виглядом рибаків з накритими возами, де ховались співтовариші, і захопили дитинець.          
Внаслідок бойових дій із московською залогою Чернігів сильно постраждав, а чимало його мешканців розбрелося по околичним городам. Згоріла й древня обитель — Єлецький монастир, муровані склепіння і стіни якого зрештою обвалились. Була безповоротно втрачена Єлецького-Чернігівська ікона Богородиці, що зберігалася з XI століття. Горностай намагався вивезти навіть важкі дзвони монастиря, але йому це не вдалося.      
Після спалення Чернігів пустував 12 років і знову почав заселятися з 1623 року. Оскільки вся Сіверська земля за Деулінським перемир'ям 1618 року відійшла до Речі Посполитої, нове заселення міста йшло з півдня, з підвладних Польщі українських земель. Стародавні Спасо-Преображенський і Борисоглібський собори були віддані єзуїтам та домініканцям, які перетворили їх на костели.
В результаті визвольної війни під проводом Богдана Хмельницького у 1648 році Чернігів увійшов до складу Гетьманщини.